# Набутий імунітет
Набутий або адаптивний імунітет — імунітет, що формується протягом життя індивідуума і не передається спадково, може бути природним або штучним.

## Опис
Природно набутий імунітет розвивається після перенесеного інфекційного захворювання або після прихованих контактів з мікробними інфекціями. В залежності від властивостей збудника і стану імунної системи організму стійкість може бути довічною (наприклад, після кору), тривалою (після черевного тифу) або порівняно короткочасною (після грипу).
Інфекційний імунітет — особлива форма набутої стійкості; не є наслідком перенесеної інфекції, обумовлений наявністю інфекційного агента в організмі. Стійкість зникає відразу після елімінації збудника з організму (наприклад, туберкульоз; ймовірно, малярія).
Штучно набутий імунітет
Стан несприйнятливості розвивається в результаті вакцинації, введення сироваток та інших маніпуляцій. Він ділиться на 2 види:
- Активно набутий. Розвивається після імунізації ослабленими або убитими мікроорганізмами. В обох випадках організм активно бере участь в створенні захисту, відповідаючи розвитком імунної відповіді і формуванням клітин пам'яті. Як правило, активно придбаний захист встановлюється через декілька тижнів після імунізації, зберігається роками, десятиліттями або довічно; у спадок не передається.
- Пасивно набутий. Досягається введенням готових антитіл або, рідше, сенсибілізованих лімфоцитів. В таких ситуаціях імунна система реагує пасивно, не беручи участь у своєчасному розвитку відповідних імунних реакцій. Готові антитіла отримують імунізацією тварин (коней, корів) або людей-донорів. Препарати представлені чужорідним білком, і їх введення нерідко супроводжується розвитком несприятливих побічних реакцій. З цієї причини подібні препарати застосовують тільки з лікувальною метою і не використовують для планової імунопрофілактики. З метою екстреної профілактики застосовують правцевий антитоксин, та інші.